# Herennius Senecio
Herennius Senecio (gestorven in 93) maakte deel uit van Stoïcijnse oppositie tegen keizer Domitianus onder wiens bewind hij werd geëxecuteerd. Herennius was afkomstig uit Baetica in Hispania. Hij was de auteur van een lovende biografie over de Stoïcijnse martelaar Helvidius Priscus. 
In 93 voerden Herennius en Plinius de Jongere een succesvolle rechtszaak tegen Baebius Massa. Deze werd beschuldigd van ongeregeldheden tijdens zijn bestuur over Hispania Baetica. Baebius' eigendommen werden in beslag genomen om herstelbetalingen aan de inwoners van Baetica te financieren. Baebius nam wraak door een beschuldiging van verraad (maiestas) tegen Herennius in te brengen. Hij beschuldigde hem van impietas. Baebius liet de zaak echter vallen toen Plinius hem met een tegenzaak dreigde.
Mettius Carus slaagde er echter wel in om Herennius veroordeeld te krijgen. Hoewel de details van deze zaak onduidelijk zijn, maakten verschillende factoren Herennius kwetsbaar. Omdat hij, nadat hij quaestor was geweest, had geweigerd in aanmerking te komen voor verdere ambten, kon hij worden beschuldigd van desertie van zijn publieke plichten (secessio). Verder was hij door vriendschappelijke en mogelijk ook bloedbanden verbonden met de vijanden van de keizer. In zijn biografie van Helvidius Priscus prees Herennius een niet aflatende criticus van Domitianus' vader. Helvidius weduwe Fannia, de dochter van Thrasea Paetus, had Herennius de aantekeningboeken (commentarii) gegeven; om die reden werd ook zij door Carus vervolgd en veroordeeld tot ballingschap. Een ander lid uit deze kring die het slachtoffer werd van Domitianus was Arulenus Rusticus.

## Voetnoten
1. ↑  Gunnar Haaland, "Josephus and the Philosophers of Rome: Does Contra Apionem Mirror Domitian's Crushing of the 'Stoic Opposition'?" in Josephus and Jewish History in Flavian Rome and Beyond (Brill, 2005), blz. 298; B. Walker, The Annals of Tacitus: A Study in the Writing of History (University of Manchester Press, 1952, herdrukt in 1968), blz. 199.
2. ↑  Tacitus, Agricola 2.1; Plinius, Epistulae 3.11.3; Michael B. Trapp, Philosophy in the Roman Empire: Ethics, Politics and Society (Ashgate, 2007), blz. 228 online.
3. ↑  Haaland, Josephus and the Philosophers of Rome, blz. 305.
4. ↑  Haaland, Josephus and the Philosophers of Rome, blz. 305; Steven H. Rutledge, Imperial Inquisitions: Prosecutors and Informants from Tiberius to Domitian' (Routledge, 2001), blz. 130-132.